# 瓦雷澤戰役
瓦雷澤戰役發生於1859年5月26日的瓦雷澤，是第二次義大利獨立戰爭的一部份。朱塞佩·加里波底領軍的阿爾卑斯志願兵團在這場戰役中戰勝了奧地利的軍隊，並讓志願兵團可以向科莫進軍，在北義地區牽制了不少奧軍。

## 前奏
5月23日晚間，加里波底與其麾下的志願兵團占領了瓦雷澤。奧軍指揮官久洛伊·费伦茨派遣烏爾班師前去迎擊以其能奪回。
另外，奧軍（下轄500名輕步兵、130名烏蘭及兩門大砲）自加拉拉泰出擊，攻擊位於塞斯托卡伦代的克里斯托福里斯連隊，但是被後者擊敗，被迫退回索马。

## 戰役過程
5月26日拂曉，烏爾班率軍抵達瓦雷澤，但加里波底早已恭候多時。義軍部署如下：右翼部署一個營，由恩里科·科森兹指揮；左翼駐守兩個營，由贾科莫·梅迪奇指揮；中央部隊則由尼古拉·阿尔多伊诺率領的1個營鎮守；另由兩個預備營分別據守瓦雷澤（尼諾·比克西奥領導）及上比乌莫（Biumo Superiore）。
奧軍首先先用火砲砲轟對方，隨後再以三個序列向敵軍衝擊。可森茨營迎擊奧軍的進攻，並攻入另外一列敵軍，迫使對方與左翼的梅地奇營交戰。烏爾班因此高估了對手兵力，隨後便率軍撤回馬爾納泰。梅地奇和安多諾兩部便追擊撤退中的敵軍，造成了奧軍更多的傷亡。

## 來源
1. 1 2 3 4  Royal United Services Institution. . London. 1862.
2. ↑  Clark, Martin. . London. 2009.
3. 1 2 3  Reuchlin, Hermann. . Leipzig. 1860.
4. 1 2 3  von Moltke, Helmuth Karl Bernhard. . Berlin. 1863.
5. 1 2  Austria. K.K. Generalstabs-Bureau für Kriegsgeschichte, Austria. Kriegsarchiv. Abtheilung für Kriegsgeschichte. . Vienna. 1872.

45°48′31″N 8°50′53″E / 45.80861°N 8.84806°E